# نورستانيون
النورستانيون هم مجموعة عرقية تقطن في ولاية نورستان الواقع شمال شرق أفغانستان، وكذلك في منطقة تشيترال شمال غرب باكستان. تنتمي لغاتهم إلى الفرع النورستاني من عائلة اللغات الهندو-إيرانية.
في منتصف تسعينيات القرن التاسع عشر، وبعد ترسيم خط ديورند الذي حددت بموجبه أفغانستان وإمبراطورية الهند البريطانية الحدود بينهما، أصبحت منطقة كافيرستان جزءًا من «اللعبة الكبرى» لفترة من الزمن. قاد الأمير عبد الرحمن خان حملة عسكرية لتأمين المناطق الشرقية، وأتبع فتحه بفرض الإسلام؛ ومنذ ذلك الحين أطلق على المنطقة اسم نورستان، أي «أرض النور». قبل اعتناقهم الإسلام، كان النورستانيون يمارسون شكلًا من أشكال الهندوسية القديمة. وما زالت بعض الممارسات الدينية غير الإسلامية مستمرة في نورستان حتى اليوم بدرجة معينة، حيث تُمارس كعادات شعبية. في مناطقهم الريفية الأصلية، يعمل النورستانيون غالبًا في الزراعة وتربية الماشية والرعي.
شهدت منطقة نورستان العديد من الحروب، ما أدى إلى وفاة أعداد كبيرة من السكان الأصليين النورستانيين. ونتيجة لقلة الكثافة السكانية فيها، استقطبت نورستان أعدادًا كبيرة من المستوطنين القادمين من المناطق الأفغانية المجاورة.

## ديانة ما قبل الإسلام
أوضح عالم اللغات البارز ريتشارد ستراند، المتخصص في لغات منطقة هندوكوش، أن النورستانيين قبل اعتناقهم الإسلام مارسوا شكلًا من الهندوسية القديمة، تميز بإضافات محلية نشأت وتطورت عبر الزمن.
آمن النورستانيون بوجود عدد من الآلهة الشبيهة بالبشر التي تقيم في عالم غير مرئي يُعرف باسم «كامفيري دِه لو»، وهو مفهوم مشابه لعالم «ديفا لوكا» في السنسكريتية.
وصف ميتش وايس وكيفن ماورر النورستانيين بأنهم مارسوا تقليديًا شكلًا «بدائيًا» من الهندوسية استمر حتى أواخر القرن التاسع عشر، قبل أن يتحولوا إلى الإسلام.
كانت بعض الآلهة تُعبد فقط ضمن مجتمع أو قبيلة معينة، لكن كان هناك إله يحظى بتبجيل عام ويُعتبر الخالق؛ وهو الإله الهندوسي ياما راجا، الذي يُعرف في لغة الكامفيري باسم «إمرو».
يوجد إله خالق يظهر بأسماء متعددة في معتقدات النورستانيين، ويُعرف بصفته سيد العالم السفلي والسماء؛ فهو يُدعى ياما راجان، أو مارا (والتي تعني «الموت» في اللغة النورستانية)، أو دزاو (ḍezáw)، واشتُق اسمه من الجذر الهندو-أوروبي *dheiǵh-، الذي يعني «التشكيل» (إذ تعني كلمة «دز» في لغة كاتي النورستانية «الخَلق» وفقًا للمصدر CDIAL 14621). يُطلق عليه أيضًا أحيانًا المصطلح الفارسي «خدايي». إلى جانب هذا الإله، هناك عدد من الآلهة الأخرى، وأنصاف الآلهة، والأرواح. ويُعد مجمع الآلهة لدى شعب الكلاش أحد الأمثلة الحية النادرة للديانة الهندو-أوروبية القديمة.
آمن النورستانيون بوجود عدد كبير من الآلهة التي تحمل أسماء تشبه تلك الواردة في المصادر الإيرانية والفيدية القديمة. على رأس هذه الآلهة، وُجد إله أسمى يُعرف باسم مارا أو إمرو، يليه العديد من الآلهة والآلهات الأدنى مكانة، الذين يُعرفون محليًا بأسماء مثل ماندي أو موني، وشوم أو شومدي، جيش أو جيويش، باغيشت، إندر، زوزوم، ديساني، كشماي أو كيمي، وغيرها. ووفقًا للباحث مايكل ويتزل، هناك تشابه مباشر بين بعض هذه الآلهة، مثل ديساني، موني، وجيش، ونظائرها في ديانة الشينتو اليابانية، مما يشير إلى جذور مشتركة قد تعود إلى حوالي عام 2000 قبل الميلاد.
كان لكل قرية وعشيرة إله حارس خاص بها، حيث كان الشامانات يقدمون النصائح والإرشاد لطالبي العون، بينما يتولى الكهنة إدارة الطقوس الدينية. تركزت العبادة على تقديم القرابين الحيوانية، وخاصةً الماعز، كجزء أساسي من الطقوس التعبدية.
كانت المنطقة الممتدة من نورستان الحديثة إلى كشمير تُعرف قديمًا باسم «بريستان»، وهي منطقة واسعة تضم تنوعًا كبيرًا من الثقافات النورستانية واللغات الهندو-أوروبية، التي خضعت لعملية أسلمة تدريجية عبر الزمن. في السابق، كانت بريستان محاطة بدول ومجتمعات بوذية، والتي وفرت مؤقتًا مظاهر التعليم والحكم للمنطقة. لكن، وفقًا لتقارير الحجاج الصينيين فاهسيان وسونغ يون، كانت الرحلة إلى هذه المنطقة محفوفة بالمخاطر. ومع تراجع البوذية، ازداد عزل هذه المنطقة بشكل كبير. بدأت أسلمة منطقة بدخشان المجاورة في القرن الثامن، وبحلول القرن السادس عشر، كانت بريستان محاطة بالكامل بدول إسلامية. ويُعتبر شعب الكلاش في منطقة تشيترال السفلى آخر من ورث ثقافة هذه المنطقة.
عرفت المنطقة باسم كافيرستان لأن سكانها حافظوا على ديانتهم التقليدية، في حين اعتنقت المجتمعات المحيطة الإسلام، مما دفع المسلمين إلى تسميتهم «الكفار». فكلمة «كفر» في اللغة العربية تعني عدم الإيمان، والكلمة المرتبطة بها «كافر» تشير إلى الشخص الذي لا يؤمن بالإسلام. في حوالي عام 1895، اعتنق معظم السكان الإسلام خلال حكم عبد الرحمن خان، ومنذ ذلك الحين، أصبحت المنطقة تُعرف باسم نورستان وسكانها باسم النورستانيين. ومع ذلك، لا تزال بعض العادات والمعتقدات القديمة قائمة بين السكان الريفيين، مثل الإنتاج المتقطع للنبيذ.

## التاريخ
في القرن الرابع قبل الميلاد، واجه الإسكندر الأكبر سكان هذه المنطقة، وبعد مقاومة عنيدة وطويلة أبدتها القبائل المحلية، تمكن في النهاية من هزيمتهم. وصف الإسكندر هؤلاء السكان بأنهم يتميزون ثقافيًا ودينيًا عن بقية شعوب المنطقة، مما يعكس خصوصية هويتهم وانفصالهم عن الثقافات المحيطة.
كان النورستانيون يصنَّفون سابقًا إلى مجموعتين: «سياه بوش» (ذوو الرداء الأسود) و«سفيد بوش» (ذوو الرداء الأبيض) أو «لال بوش» (ذوو الرداء الأحمر). حارب تيمور مع مجموعة «سياه بوش»، وأحس بالتواضع أمامهم. وقد نصح الإمبراطور بابُر بتجنب التورط معهم. أما جنكيز خان، فقد مر بجوار مناطقهم دون الدخول في صراع معهم.
:في عام 1014، شن محمود الغزنوي هجومًا على سكان المنطقة قائلًا: «تقرر في النهاية شن حملة أخرى ضد عبادة الأوثان». قاد محمود حملته السابعة ضد منطقة ناردين، الواقعة آنذاك عند حدود الهند، أو في الجزء الشرقي من هندوكوش، والتي تفصل، وفقًا لرواية فرشته، بين بلاد الهند وتركستان، وتشتهر بثمارها الممتازة. ويبدو أن المنطقة التي غزاها جيش غزنة هي ذاتها التي تُعرف الآن بكافيرستان، حيث كان السكان، ولا يزال بعضهم حتى اليوم، من عُبّاد الأوثان، وأطلق عليهم المسلمون لاحقًا اسم «سياه بوش» أو «ذوو الرداء الأسود». كان هناك معبد في ناردين، قام جيش غزنة بتدميره؛ وأخذوا منه حجرًا يحمل نقوشًا معينة، والتي كانت، بحسب الهندوس، ذات قيمة عظيمة وقداسة قديمة.

### لقاء تيمور مع الكاتير/الكاتور
ظهرت أول إشارة إلى «كفار سياه بوش» في سيرة تيمور الذاتية «توزك تيموري»، أثناء غزوه لأفغانستان عام 1398 ميلادي. توضح السيرة أن تيمور خاض معارك ضد كلٍّ من قبائل الكاتير والكام من «كفار سياه بوش» (ذوو الرداء الأسود) في جبال هندوكوش. غزا تيمور أفغانستان في مارس 1398 استجابةً لشكاوى محلية حول إساءة المعاملة وابتزاز الكفار للمسلمين. هاجم تيمور شخصيًا الكاتور من «سياه بوش» الذين استوطنوا شمال شرق كابول في شرق أفغانستان. تخلّى الكاتور عن حصنهم في نجيل ولجأوا إلى قمة التل لحماية أنفسهم. دمّر تيمور الحصن بالكامل، وأحرق منازلهم، وحاصر التل الذي تجمع فيه الكاتور للاحتماء. يُقال إن بقايا هذا الحصن التاريخي ما زالت قائمة شمال نجيل، فيما يعرف اليوم باسم «قلعة تيمور».
بعد معركة شرسة، هُزم بعض أفراد الكاتور وأُعدموا على الفور، بينما صمد آخرون في مواجهة ظروف قاسية لثلاثة أيام. عرض تيمور عليهم الخيار بين الموت أو اعتناق الإسلام، فاختاروا الإسلام. لكنهم سرعان ما ارتدوا وشنوا هجومًا ليليًا على فرقة من الجنود المسلمين. كان الجنود في حالة تأهب وردّوا على الهجوم، مما أسفر عن مقتل عدد كبير من الكاتور وأسر 150 منهم قبل إعدامهم لاحقًا. في اليوم التالي، أصدر تيمور أوامره لقواته بالتقدم من جميع الجهات لقتل جميع الرجال واستعباد النساء والأطفال ونهب وتدمير ممتلكاتهم بالكامل. في سيرته الذاتية «توزك تيموري»، عبّر تيمور عن فخره ببناء أبراج من جماجم الكاتور على الجبل في شهر رمضان من سنة 800 هـ (1398 م).